# Graf eulerowski
Graf eulerowski, graf Eulera, graf jednobieżny – rodzaj grafu rozpatrywany w teorii grafów. Graf eulerowski odznacza się tym, że da się w nim skonstruować cykl Eulera, czyli cykl, który przechodzi przez każdą jego krawędź dokładnie raz. Pierwszy raz problem poszukiwania cyklów w grafach został podniesiony przez szwajcarskiego matematyka, Leonharda Eulera w roku 1736, który chciał rozwiązać zagadnienie mostów królewieckich. Aby odszukać cykl Eulera w grafie można posłużyć się algorytmem Fleury’ego.

## Rozważania Eulera
Zagadnienie rozważane przez Eulera można przedstawić w następujący sposób:
Jeżeli mamy określony graf, to czy możliwe jest skonstruowanie ścieżki, która pozwala na przejście każdej krawędzi grafu tylko raz?
Euler stwierdził, że aby możliwe było zbudowanie takiej ścieżki, liczba wierzchołków nieparzystego stopnia musi wynosić 0 lub 2.

## Graf nieskierowany

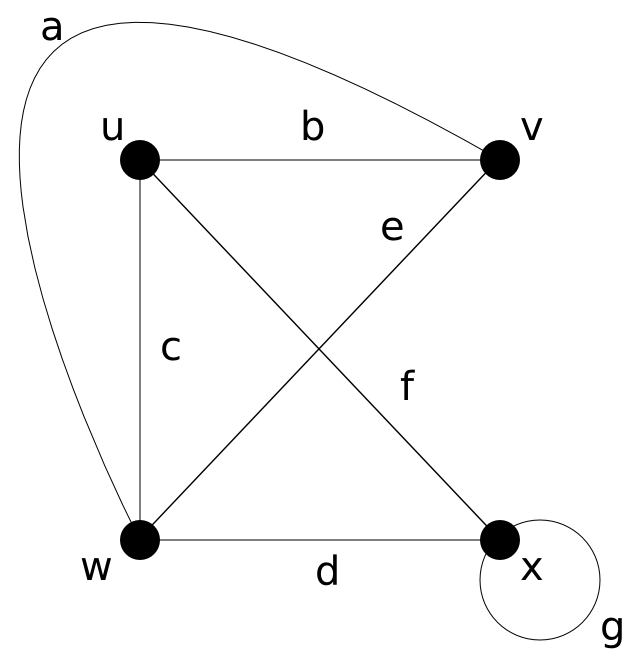
Multigraf półeulerowski

Obecnie grafy, które rozważał Euler nazywane są grafami nieskierowanymi. Liczba krawędzi stykających się z danym wierzchołkiem nazywana jest jego stopniem. Jeżeli wszystkie wierzchołki grafu nieskierowanego mają stopień parzysty, a graf jest spójny, to znaczy, że da się skonstruować zamkniętą ścieżkę Eulera nazywaną cyklem Eulera. Jeżeli najwyżej dwa wierzchołki mają nieparzysty stopień, to możliwe jest zbudowanie tylko takiej ścieżki Eulera, która nie jest zamknięta. Graf zawierający cykl Eulera jest nazywany grafem eulerowskim, a graf posiadający jedynie ścieżkę Eulera nazywany jest półeulerowskim (pseudoeulerowskim). Inna definicja określa nieskierowany graf eulerowski jako graf spójny, dla którego wszystkie wierzchołki są stopnia parzystego.

## Graf skierowany
Graf skierowany różni się tym, od nieskierowanego, że ruch może odbywać się tylko w kierunkach wyznaczonych przez krawędzie. Poruszanie się „pod prąd” jest zabronione. Każdy wierzchołek posiada pewną liczbę krawędzi wejściowych nazywaną stopniem wchodzącym. Analogicznie ilość krawędzi wychodzących to stopień wychodzący. Graf skierowany posiada drogę Eulera, gdy wszystkie wierzchołki z wyjątkiem dwóch mają takie same stopnie wychodzące i wchodzące, w jednym z tych dwóch wierzchołków stopień wychodzący jest o 1 większy niż wchodzący, a w drugim odwrotnie. Inaczej skierowany graf eulerowski definiowany jest jako graf silnie spójny, w którym dla każdego wierzchołka grafu liczba krawędzi wchodzących jest równa ilości krawędzi wychodzących.